# Linda Manz
Linda Manz (New York, 20 augustus 1961 — 14 augustus 2020) was een Amerikaans actrice. Ze was vooral actief als actrice tussen 1978 en 1985 en is het bekendst voor haar rol als Linda in Days of Heaven (1978), Peewee in The Wanderers (1979) en als Cebe in Out of the Blue (1980). 

## Biografie
Manz werd geboren in New York als dochter van een poetsvrouw. Haar vader heeft ze nooit gekend. Ze werd ontdekt door regisseur Terrence Malick, die haar meteen geschikt vond voor een van de hoofdrollen in zijn film, Days of Heaven uit 1978. Nadien vertolkte ze nog verschillende hoofdrollen en nadien kleinere gastrollen in films als The Game (1997), wat ook meteen haar laatste filmrol zou zijn. Ze huwde met Robert L. Guthrie in 1985. Samen hadden ze drie kinderen. Een van haar zoons is voor haar overleden bij een motorongeluk. Linda Manz overleed aan de gevolgen van longkanker.

## Filmografie

### Films
Selectie:
- 1978: Days of Heaven - als Linda
- 1979: The Wanderers - als Peewee
- 1980: Out of the Blue - als Cindy Cebe Barnes
- 1997: Gummo - als Solomon's moeder
- 1997: The Game - als Amy

- Bibliothèque nationale de France: cb14202929r (data)
- Gemeinsame Normdatei: 173806570
- International Standard Name Identifier: 0000 0000 7839 9999
- Library of Congress Control Number: n86041336
- MusicBrainz: 5f33c5b5-3669-4715-8ec9-b8a776a05e9a
- Nationale Bibliotheek van Tsjechië: xx0304846
- Nationale Bibliotheek van Israël: 987007341896405171
- Nederlandse Thesaurus van Auteursnamen: 176962824
- Système universitaire de documentation: 143019252
- Virtual International Authority File: 6409362
- WorldCat: E39PBJhmKt3XYp9YhvGcmmDrMP